# لاگوندا تاراف
لاگوندا تاراف (به انگلیسی: Lagonda Taraf) یک خودروی لوکس چهار در است که توسط لاگوندا ساخته شده‌است، یک مارک متعلق به شرکت خودروسازی بریتانیایی استون مارتین از سال ۱۹۴۷. واژه عربی «ترف» در انگلیسی به معنای نهایت تجمل است. در ابتدا استون مارتین اعلام کرد که ۱۲۰ دستگاه ساخته خواهد شد و تاراف به‌طور انحصاری در بازار خاورمیانه به فروش خواهد رسید. سپس استون مارتین تصمیم خود را برای افزایش تعداد تولید به ۲۰۰ دستگاه و گسترش فروش به اروپا، آفریقای جنوبی و بریتانیا تجدید نظر کرد.

## تاریخچه
مارک لاگوندا در سال ۱۹۰۶ توسط ویلبر گان تأسیس شد. این خودرو در مسابقه ۲۴ ساعته لمانز ۱۹۳۵ با یک لاگوندا M45R که توسط جان استوارت هیندمارش و لوئیس فونتس رانندگی می‌شد، برنده شد. لاگوندا رپید وی۱۲ که در سال ۱۹۳۹ معرفی شد، گران‌ترین خودروی ایالات متحده در زمان عرضه آن بود. به دلیل عدم علاقه مشتریان به خودروهای لوکس و اسپورت ناشی از رکود بزرگ و آغاز جنگ جهانی دوم، این شرکت اعلام ورشکستگی کرد. این مارک توسط آلن گود خریداری شد که از رولز-رویس لیمیتد پیشی گرفت. در سال ۱۹۴۷، لاگوندا توسط دیوید براون، که استون مارتین را نیز خریداری کرده بود، خریداری شد. این برند در سال ۱۹۷۶ پس از دهه‌ها عدم فعالیت با معرفی سالن لوکس استون مارتین لاگوندا که به عنوان مدل استون مارتین نشان داده شده بود، بازگشت. با این حال، این مدل در اوایل سال ۱۹۹۰ متوقف شد و در واقع نام برند را نیز از بین برد.
استون مارتین در سال ۲۰۰۹ تصمیم گرفت نام تجاری لاگوندا را احیا کند تا به بخش‌های بکر بازار گسترش یابد و صدمین سالگرد لاگوندا را جشن بگیرد.

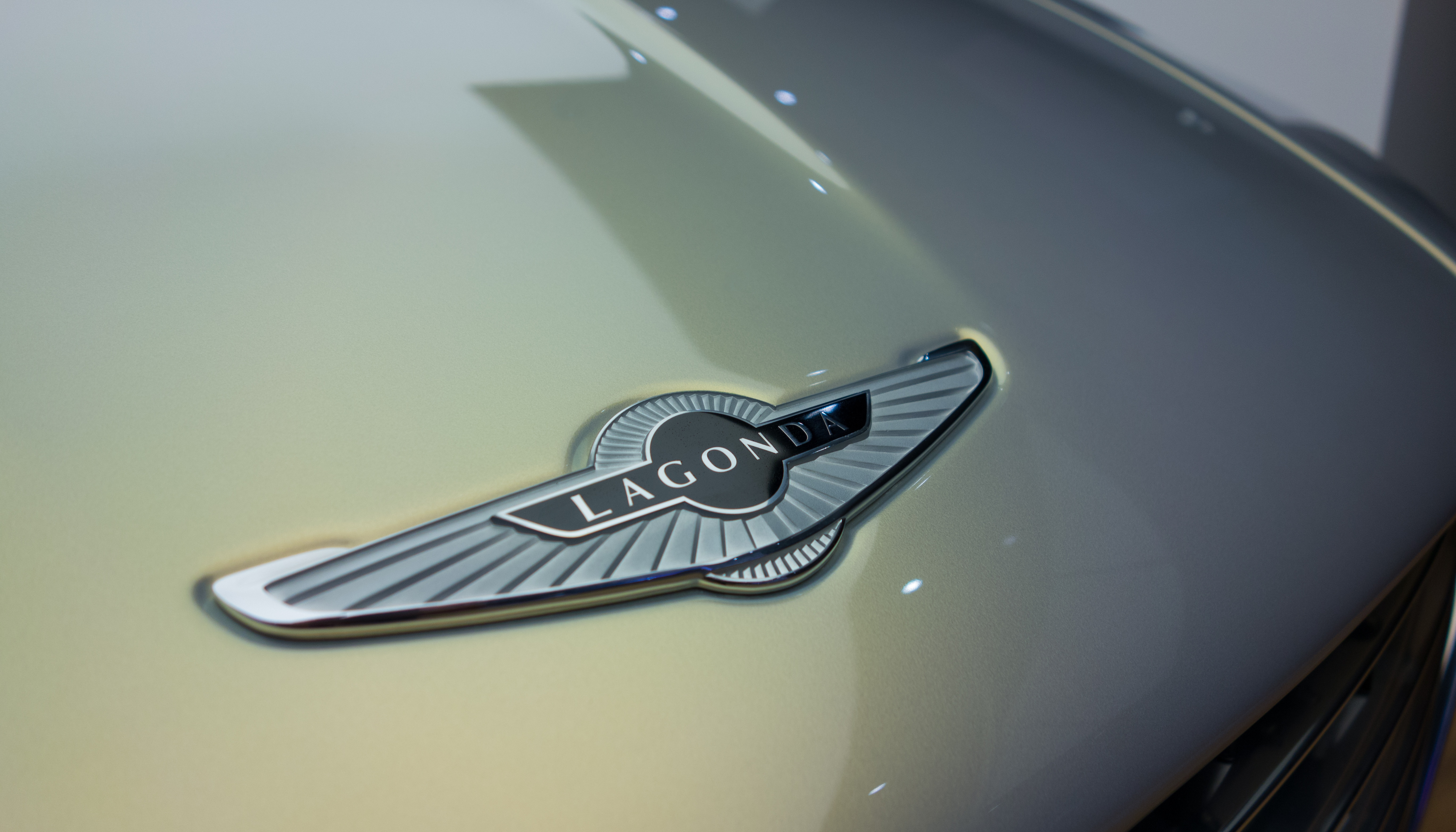
نام تجاری لاگوندا در تاراف

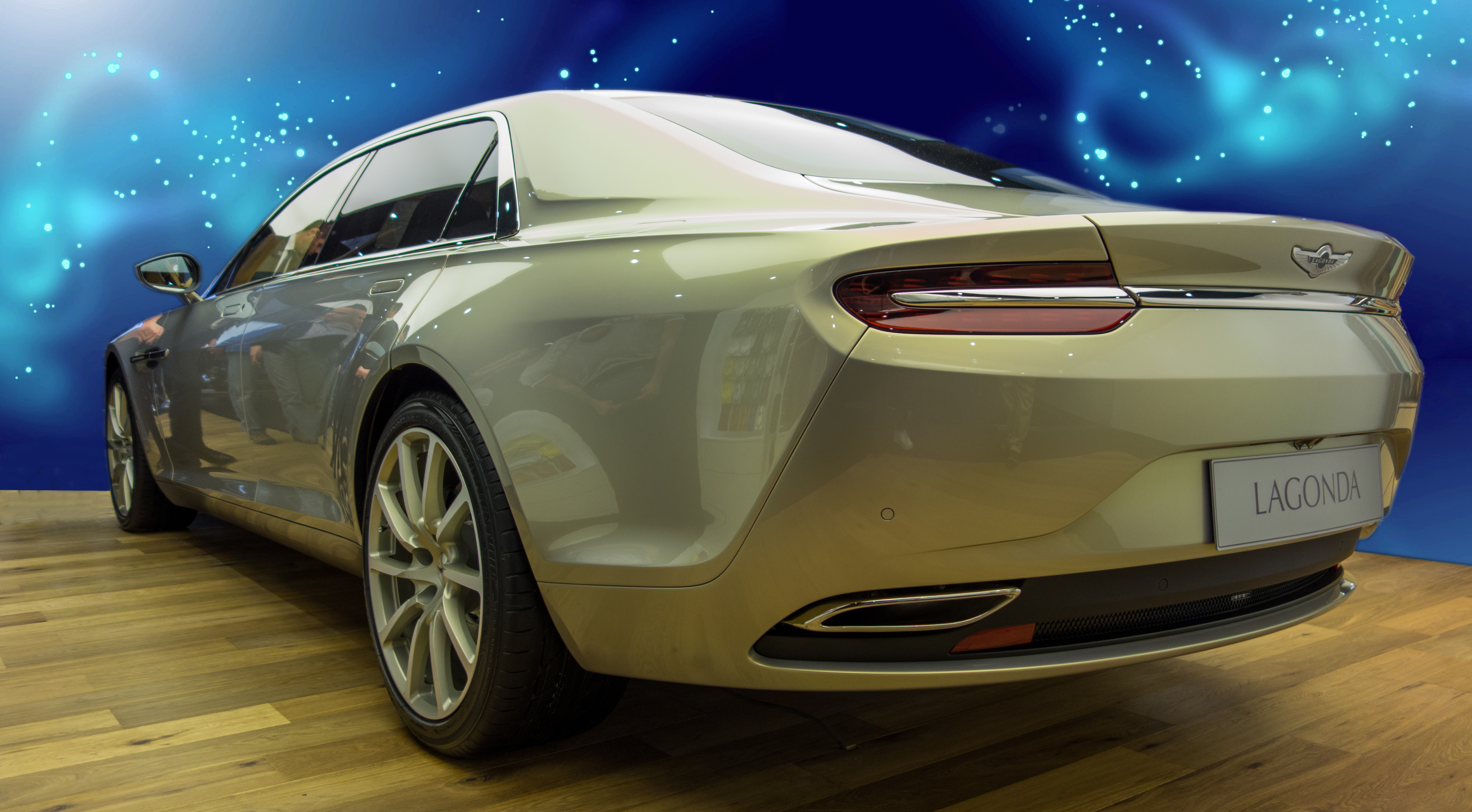
نمای پشت

سالن مفهومی چهار چرخ متحرک و چهار نفره حاصل که با همکاری مرسدس-بنز در نمایشگاه خودروی ژنو ۲۰۰۹ رونمایی شد، با نظرات متفاوتی روبرو شد. سپس شرکت بر روی توسعه تاراف تحت پروژه Comet (نام رمز اولیه خودرو) تمرکز کرد.

این خودرو تا سال ۲۰۲۳ آخرین خودروی تولید شده با برند لاگوندا است.

## طراحی
پروژه Comet توسط بخش Q استون مارتین که در راه‌اندازی خودروهای سفارشی و سفارشی‌سازی مدل‌های موجود بر پایه مشخصات مشتری تخصص دارد، انجام شد. مدل نهایی نهایی در ۸ ماه پس از اولین طرح استودیویی در ژانویه ۲۰۱۴ تکمیل شد. مارک رایشمن اجرای سریع آن را به درس‌های آموخته شده از تولید یک-۷۷ نسبت داد که تکمیل آن از طراحی تا ایده دو سال طول کشید.

این خودرو به عنوان ادای احترام به مدل لاگوندا که میان سال‌های ۱۹۷۶ تا ۱۹۹۰ تولید شد، در نظر گرفته شد. در مجموع ۶۴۵ دستگاه از این خودروها تولید شد که ساخت هر کدام از آنها ۲۲۰۰ ساعت کار انسان طول کشید.

## مشخصات و عملکرد

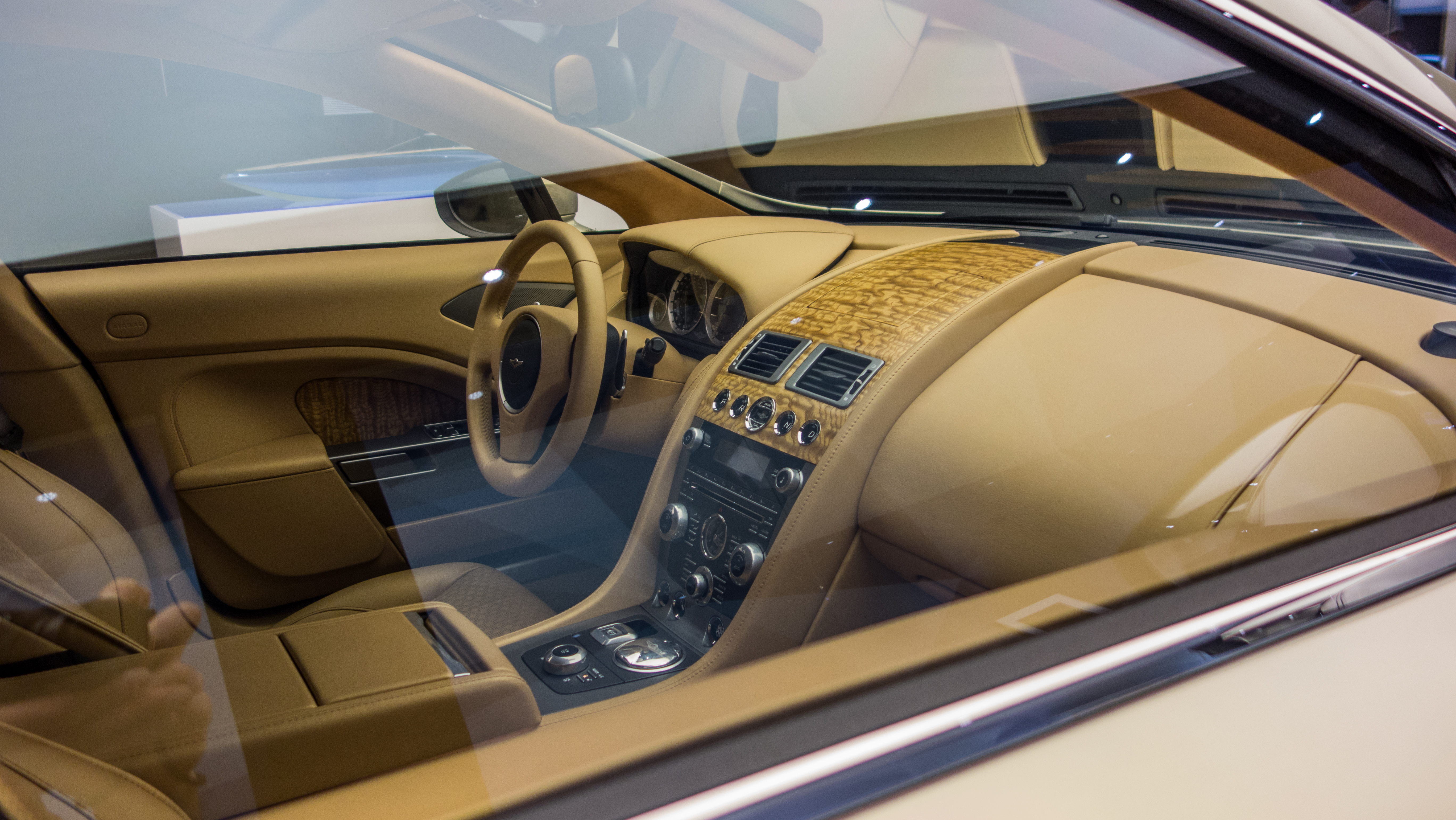
فضای داخلی با تزئینات چوبی

تاراف از موتور ۵٫۹ لیتری ای‌ام وی۱۲ استفاده می‌کند که حداکثر توان خروجی ۵۴۷ اسب بخار (۴۰۲ کیلووات؛ ۵۴۰ اسب بخار) در ۶٬۶۵۰ دور در دقیقه و ۶۳۰ نیوتن متر ۴۶۵ پوند-فوت (۶۳۰ نیوتن متر) گشتاور در ۵٫۵۰ دور در دقیقه تولید می‌کند.
این موتور در کارخانه موتور سفارشی فورد Niehl در کلن آلمان مونتاژ شد. قدرت از طریق جعبه‌دنده ۸ سرعته خودکار زداف به چرخ‌های عقب منتقل می‌شود. این شاسی از پلت فرم استون مارتین VH (VH410) استفاده می‌کند که با رپید مشترک است. پانل‌های بدنه از پلاستیک تقویت شده با فیبر کربن (CFRP) ساخته شده‌اند و پیش از پرداخت نهایی، رنگ هفت لایه را دریافت می‌کنند. هدف از استفاده از این ماده کاهش وزن بود.
فضای داخلی شامل عناصری است که از دیگر مدل‌های استون مارتین، عمدتاً رپید به عاریت گرفته شده بود، و دارای کنترل‌های گیربکس دکمه‌ای نصب شده روی کنسول، سامانه اطلاعات سرگرمی، سامانه صوتی Bang & Olufsen BeoSound 1000 واتی و تودوزی چرم با کیفیت ممتاز است. فضای داخلی دارای انتخاب‌های مختلفی از تریم، از چوب گرفته تا فیبر کربن بود. فاصله بین دو محور طولانی فضای پا را برای سرنشینان عقب افزایش می‌دهد.

تاراف دارای شتاب ۰–۱۰۰ کیلومتر بر ساعت (۰–۶۲ مایل بر ساعت) ۴٫۴ ثانیه و بیشینه سرعت ۳۱۴ کیلومتر بر ساعت (۱۹۵ مایل بر ساعت) است.

## تولید
تخت گاز گزارش داد که تاراف در سپتامبر ۲۰۱۴ تحت آزمایش هوای گرم در عمان بود. این خودرو ۱۴٬۰۰۰ مایل (۲۳٬۰۰۰ کیلومتر) طی کرد آزمایش در چهار هفته در دمای بین ۳۰ تا ۵۰ درجه سانتی گراد به منظور آزمایش سامانه تهویه مطبوع، پیشرانه و تزئینات داخلی. این خودرو پس از آن در نمایشگاه خودروی ژنو ۲۰۱۴ رونمایی شد.
تولید این خودرو در سال ۲۰۱۵ آغاز شد و این شرکت اعلام کرد که تنها ۱۰۰ خودرو فقط برای بازار خاورمیانه ساخته خواهد شد. تاراف در کارخانه استون مارتین در گیدون، واریک‌شر تولید شد. زمانی که اندی پالمر به عنوان مدیرعامل شرکت کرد، بازارهای بالقوه این خودرو را به اروپا، ایالات متحده آمریکا، سنگاپور و آفریقای جنوبی گسترش داد. او همچنین هدف کل تولید را به ۲۰۰ افزایش داد. تا سال ۲۰۱۵، تنها ۴۰ خودرو تولید شد. این خودرو تا آوریل ۲۰۱۶ گران‌ترین سالن چهار در در جهان بود.
تاراف در جشنواره سرعت گودوود در سال ۲۰۱۵ ظاهر شد. تولید تا دسامبر ۲۰۱۶ با فروش ۱۲۰ خودرو به پایان رسید.

### لاگوندا تاراف «نسخه نهایی»
در پایان تولید، ۴ ال‌اچ‌دی لاگوندا تاراف تحت مشخصات «نسخه نهایی» ساخته شد. با قیمت ۵۵۰٬۰۰۰ پوند با سپرده اضافی ۲۵۰٬۰۰۰ پوند، آنها را می‌توان از دیگر لاگوندا تاراف‌های با «ویژگی‌های استاندارد» اضافی متمایز کرد. آنها شامل:
- رنگ سیاه اولترامارین با لهجه‌های قرمز آتشفشانی
- چرخ طرح الماس نقره‌ای ۱۰ پره
- نشان بال لاگوندا نقره جامد با مینای شفاف قرمز
- نشان‌های گلگیر Q
- فضای داخلی Duotone در فضای داخلی Aurora Blue & White Essence با «صندلی‌های سوراخ دار برفی»
- موکت آبی کاسپین با کفپوش‌های پشمی آبی تیره
- روتاری‌های ترانس مینا قرمز سفارشی
- الگوی کولیتینگ سفارشی روی صندلی‌ها، درها و قفسه‌ها
- پلاک طاقچه نسخه نهایی
- چمدان ۳ تکه لاگوندا (به رنگ آبی شفق قطبی)

## برخورد
این خودرو در زمان عرضه نقدهای مثبتی دریافت کرد و اکثر منتقدان قیمت بالای آن را بزرگ‌ترین نقطه ضعف عنوان کردند. آنگوس مک‌کنزی، در نقد خود برای موتور ترند، چنین نوشته‌است: «این سالن ۱ میلیون دلاری، که دست‌ساز استون مارتین است، بیش از پنج برابر مرسدس-میباخ اس۶۰۰ قیمت دارد. با این حال، برای افرادی که تاراف را می‌خرند، اهمیت چندانی ندارد که می‌باخ از نظر فنی یک سالن فوق‌العاده لوکس است.» اتوکار همچنین از قیمت انتقاد کرد و گفت: «بدون شرایط، این برچسب قیمت مضحک به نظر می‌رسد. با همان پول می‌توانید یک رولزرویس فانتوم کوپه و یک بنتلی مولسان به‌علاوه یک رنجروور اس‌وی اتوبیوگرافی کامل در کنار آن بخرید.»